# Monaster Trójcy Świętej w Jordanville
Monaster Trójcy Świętej – męski klasztor prawosławny w Jordanville, w stanie Nowy Jork. Najważniejszy ośrodek życia monastycznego w Rosyjskim Kościele Prawosławnym poza granicami Rosji.

## Historia

### Okoliczności powstania
Inicjatorem powstania klasztoru był hieromnich Pantelejmon (Niżnik), który w 1930 uzyskał zgodę biskupa północnoamerykańskiego Apolinarego na powołanie wspólnoty monastycznej. W momencie powstania składała się ona jedynie z twórcy monasteru, któremu towarzyszył uczeń duchowy, psalmista Iwan Kołos. Obydwaj mężczyźni wspólnie wykupili działkę budowlaną z dwupiętrowym, opuszczonym budynkiem, w którym planowali urządzić klasztor. W roku powstania klasztoru do jego założyciela dołączyli również dwaj inni mnisi z monasteru św. Tichona w South Canaan, gdzie dawniej żył mnich Pantelejmon, zaś Iwan Kołos złożył śluby mnisze, przyjmując imię Józef. Do 1935 zakonnicy ukończyli urządzanie domowej cerkwi Świętej Trójcy i zaczęli utrzymywać się z prowadzenia gospodarstwa wiejskiego. W tym samym roku biskup Witalis (Maksimienko) poświęcił kompleks klasztorny, jednak w tym samym dniu, w czasie nabożeństwa z udziałem hierarchy, na drugim piętrze obiektów wybuchł pożar, który zniszczył praktycznie całe zabudowania. W związku z tym do jesieni tego samego roku mnisi kupili nowy dom w Jordanville, zakupili również maszynę drukarską, wznieśli stajnię i mleczarnię oraz nabyli 200 akrów ziemi uprawnej. W 1946 rozpoczęła się budowa soboru monasterskiego.

### Rozwój klasztoru po II wojnie światowej
Po II wojnie światowej do Stanów Zjednoczonych emigrowali mnisi należący do monasteru św. Hioba Poczajowskiego, założonego przez Witalisa (Maksimienkę) we wsi Ladomirová w Czechosłowacji. Dołączyli oni do już istniejącej wspólnoty, zaś ich przełożony, biskup Serafin (Iwanow), objął w niej obowiązki przełożonego. W 1948 w monasterze wyświęcona została podziemna cerkiew św. Hioba Poczajowskiego, zaś dwa lata później – główny sobór. W tym samym roku przy klasztorze powstało seminarium duchowne, najważniejsza placówka edukacyjna Rosyjskiego Kościoła Prawosławnego poza granicami Rosji.
12 maja 1960, 40 dni po śmierci biskupa Serafina (Iwanowa), nowym przełożonym klasztoru został biskup Awerkiusz (Tauszew), który pełnił tę funkcję do swojej śmierci w 1976. Jego następcą został arcybiskup Ławr (Szkurła), zaś po jego śmierci w 2008 nowym przełożonym został archimandryta Łukasz (Murjanka).

### Sytuacja współczesna
Mnisi z Jordanville określają się jako kontynuatorzy tradycji monastycznych przedrewolucyjnej Rosji. W szczególności nawiązują do działalności ławry Poczajowskiej – prowadzenia drukarni i publikowania prac o tematyce prawosławnej. Prowadzą również studio ikonograficzne i wydają pisma Orthodox Life i Prawosławnaja Rus' .
W nabożeństwach monasterskich obowiązuje język cerkiewnosłowiański.

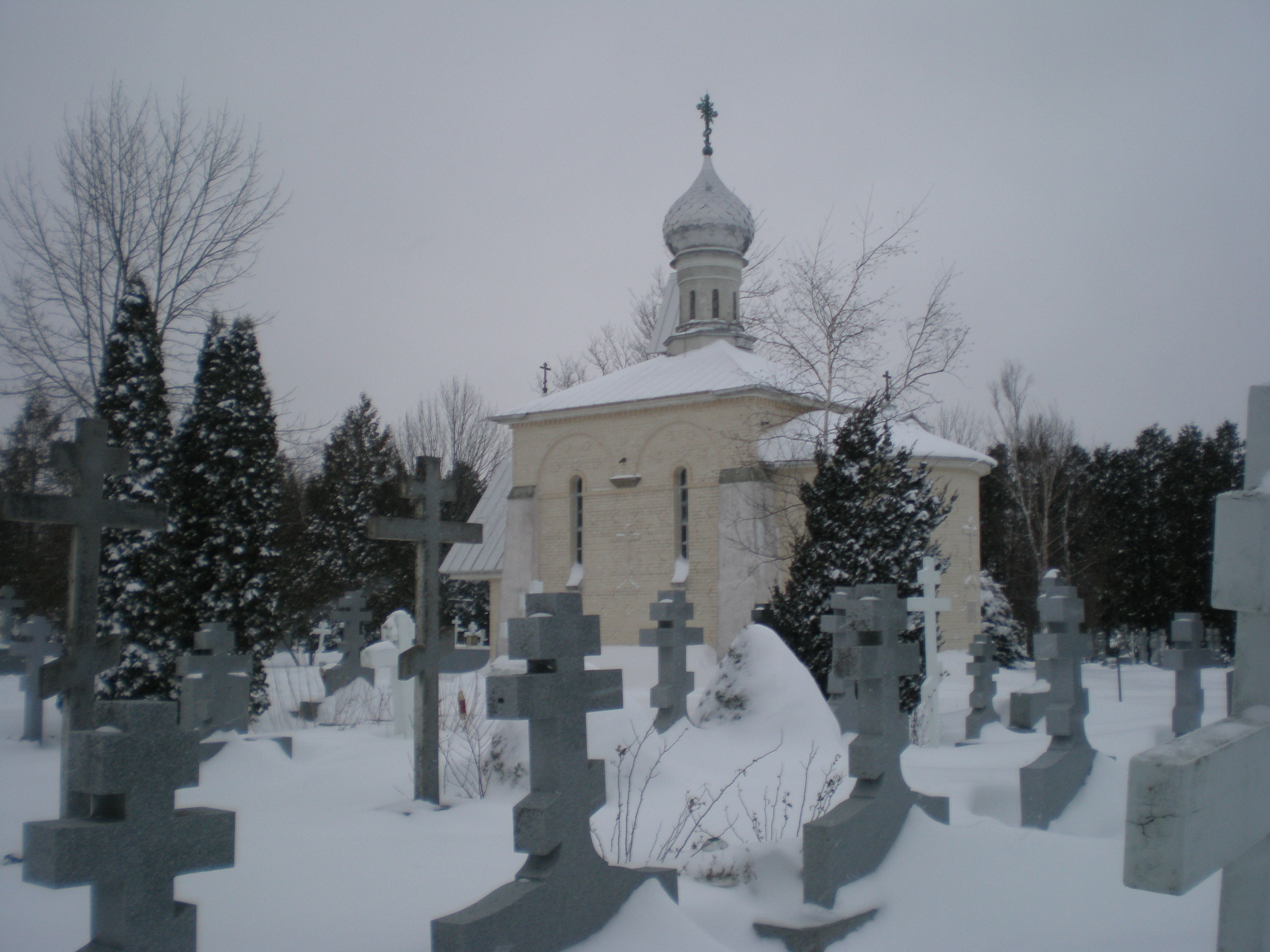
Cmentarz monasterski w Jordanville

Przy klasztorze w Jordanville działają trzy cmentarze prawosławne, na których pochowani są hierarchowie Rosyjskiego Kościoła Prawosławnego poza granicami Rosji: metropolici Anastazy (Gribanowski), Filaret (Wozniesienski) i Ławr (Szkurła), arcybiskup Awerkiusz (Tauszew), arcybiskup Apolinary (Koszewoj), biskup Aleksander (Mileant), biskup Tichon (Troicki), biskup Mitrofan (Znosko-Borowski). Istnieje również możliwość pochówku w Jordanville osób świeckich wyznania prawosławnego.